# Tv-splitter

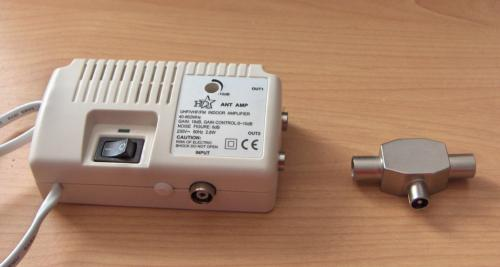
Links een actieve splitter, rechts een passieve splitter

Een televisiesplitter is een apparaat dat of een dubbelstekker die veel gebruikt wordt om een tweede televisieaansluiting te realiseren. Er bestaan twee soorten televisiesplitters: actieve en passieve. Het nadeel van splitsing is dat het signaal van de coaxkabel zwakker wordt. Dit heet de demping. Meestal is de demping ongeveer 4 dB (decibel) voor beide uitgangen. Hierdoor ontstaat snel hinderlijke ruis of lichte sneeuw op analoge tv-kanalen. Bij digitale tv-kanalen vertaalt zich dit in blokkende beeld of in het geval van het gebruik van een decoder tot foutmeldingen welke door de decoder gegenereerd worden.

## Actieve splitter
Een actieve splitter heeft een stopcontact nodig en versterkt het signaal dusdanig dat de beeldkwaliteit goed blijft. Een actieve splitter kan men zien als een verdeelkastje waarmee men het verlies van het splitsen opheft en eventueel het signaal nog wat extra kan versterken om verliezen in volgende kabels op te heffen.

## Passieve splitter
Een passieve splitter bestaat uit één ingangsconnector en twee uitgangsconnectoren. De ingang wordt met twee ohmse weerstanden, welke dus geen inductieve werking hebben, verbonden met de uitgangsconnectoren. Het huis is meestal gemaakt van metaal of van een met metaal afgeschermd plastic.
Het lijkt vreemd om weerstanden toe te passen voor een minimaal verlies, doch zonder weerstanden zou een groot deel van het signaal reflecteren naar de bron. Door het toepassen van weerstanden, met een gelijke ohmse weerstand als de impedantie van de aangesloten kabels, blijft het vermogensverlies per uitgang beperkt tot 50% of −3 dB door het splitsen en nog eens 50% of −3 dB in de weerstanden. Per uitgang blijft dus slechts 25% of −6 dB van het vermogen over. 